# Société industrielle de Rouen
La Société industrielle de Rouen est une société savante fondée à Rouen en 1872 à l'imitation de la Société industrielle de Mulhouse. Elle est reconnue d'utilité publique par le décret du 18 juillet 1878.

## Historique
En 1874, elle fonde l'ANPAVE (Association normande des propriétaires d'appareils à vapeur et électriques), qui deviendra l'APAVE Normande.
Elle organise des Expositions régionales à Rouen en 1884 et en 1896.
En 1917, elle crée l'Institut chimique de Rouen (ICR), qui deviendra l'Institut national supérieur de chimie industrielle de Rouen (INSCIR) en 1959, puis l'Institut national des sciences appliquées de Rouen (INSA) en 1985.
Son siège est au 2 rue du Petit-Salut et place de la Cathédrale dans l'ancien bureau des Finances.
La société est dissoute en 2002.

## Présidents
- Charles Besselièvre (1830-1894), maire de Maromme, de 1873 à 1881
- Édouard Chouillou, de 1882 à 1884
- Charles Besselièvre, de 1884 à 1885
- Jules Bonpain, de 1886 à 1887
- Xavier Knieder, de 1888 à 1889
- Charles Besselièvre, en 1890
- Xavier Knieder, de 1891 à 1892
- Maurice Keittinger, de 1893 à 1895
- Xavier Knieder, de 1895 à 1896
- Henry Turpin, de 1897 à 1898
- Louis Besselièvre, de 1899 à 1900
- Henry Turpin, en 1901
- Maurice Keittinger, de 1902 à 1903
- Maurice Lemarchand (d) , de 1904 à 1905
- Maurice Keittinger, de 1906 à 1907
- Raoul Gloria, de 1908 à 1909
- Henri Lafosse, de 1910 à 1911
- Alfred Lailler, de 1912 à 1913
- Henry Turpin, de 1914 à 1919
- Frédéric Kopp, de 1920 à 1921
- Louis Deschamps, de 1922 à 1923
- Émile Blondel (d) , de 1924 à 1925
- Charles Renard, de 1926 à 1934
- Louis Cros, en 1935-1941
- Robert Blondel (1883-1974)

| Portrait                                                               | Identité                             | Période          | Période          | Durée                     |
| Portrait                                                               | Identité                             | Début            | Fin              | Durée                     |
| ---------------------------------------------------------------------- | ------------------------------------ | ---------------- | ---------------- | ------------------------- |
| Charles Besselièvre                                                    | Charles Besselièvre (1830 - 1894)    | 7 mars 1873      | 13 janvier 1882  | 8 ans, 10 mois et 6 jours |
| Pas de portrait sous licence libre disponible pour Édouard Chouillou.  | Édouard Chouillou (d) (1826 - 1922)  | 13 janvier 1882  | 1er février 1884 | 2 ans et 19 jours         |
| Charles Besselièvre                                                    | Charles Besselièvre (1830 - 1894)    | 1er février 1884 | 1885             | 1 an                      |
| Pas de portrait sous licence libre disponible pour Xavier Knieder.     | Xavier Knieder (d) (1843 - 1903)     | 1888             | 1889             | 1 an                      |
| Pas de portrait sous licence libre disponible pour Maurice Keittinger. | Maurice Keittinger (d) (1862 - 1910) | 1893             | 1894             | 1 an                      |
| Pas de portrait sous licence libre disponible pour Xavier Knieder.     | Xavier Knieder (d) (1843 - 1903)     | 1895             | 1896             | 1 an                      |
| Pas de portrait sous licence libre disponible pour Maurice Lemarchand. | Maurice Lemarchand (d) (1861 - 1937) | 1904             | 1905             | 1 an                      |
| Pas de portrait sous licence libre disponible pour Louis Deschamps.    | Louis Deschamps (1851 - 1933)        | 1922             | 1924             | 2 ans                     |
| Pas de portrait sous licence libre disponible pour Émile Blondel.      | Émile Blondel (d) (1852 - 1940)      | 11 janvier 1924  | 1926             | 2 ans                     |

## Anciens membres
- Paul Bizet[2], Louis Brindeau, Pierre Chirol, Alfred Chouard, Édouard Dagnet, Fernand Dupetit, Henri Gadeau de Kerville, Albert-Louis Gascard, Fernand Hamelet, René Helot, Jean Lafond, Horace Koechlin, François Lamy (membre fondateur)[3], Georges Lanfry, Jean Laporte, Edmond Isidore Legrain[4], Henry Le Mire, Léon Lenouvel, Ernest Manchon, Léon Monet (frère de Claude Monet), Raymond Quenedey, Eugène Richard, André Robinne, Georges Ruel, Georges Thurin, Gaston Veyssière, Ernest Villette, Edwin-Wells Windsor.